# 珀澤申群島
珀澤申群島（英語：Possession Islands），是南極洲的群島，位於維多利亞地的博克格雷溫克海岸，處於麥科米克角東南面8公里，現時由南極條約體系管理。